# Christian Rubio Sivodedov
Christian Rubio Sivodedov (Sundsvall, Suècia, 7 de novembre del 1997) és un futbolista suec que juga al Schalke 04 com a centrecampista. Rubio prové del Djurgårdens IF Fotboll i a la temporada 2013-2014 participà en la Selecció sueca sub-17, i el 2014-2015 en la sub-19. Debutà com a professional el 2014. El 29 de gener del 2015 fitxà pel club alemany Schalke 04.